# Thelyphassa australensis
Thelyphassa australensis is een keversoort uit de familie schijnboktorren (Oedemeridae). De wetenschappelijke naam van de soort is voor het eerst geldig gepubliceerd in 1927 door Blair.